# Савоские диалекты
Савоские диалекты (фин. Savolaismurteet) — восточные диалекты финского языка, принадлежащие к прибалтийско-финской группе финно-угорских языков, ареал которых распространяется на историческую провинцию Саво, а также почти всю Центральную Финляндию, Северную Карелию, область Кайнуу и Южную Остроботнию.

## История
Савоские диалекты имеют иное происхождение, чем западные диалекты финского языка. Они образуют диалектный континуум с восточными диалектами  финского языка и карельским языком, с которыми имеют общее происхождение в протокарельском языке, на котором говорили жители побережья Ладожского озера в железном веке.
Ареалы савоских диалектов расширялись по мере того как население, занимающееся подсечно-огневым земледелием, распространялось за пределы исторической провинции Саво, в сторону соседних провинций Хяме и Остроботния. Диалекты Центральной Финляндии, Пяйят-Хяме и так называемого саволандского клина, на самом деле, представляют собой смешанные или коллизионные диалекты, где основы западных диалектов получили сильное савоское влияние.
Территория Северной Карелии, первоначально населённая носителями карельского языка, после Столбовского мира перешла на савоский диалект, но в савоских диалектах Иломантси и Липери до сих пор присутствует влияние карельского языка .
Савоские диалекты в целом достаточно однородны и делятся на центральные и периферийные говоры (восточные, западные и северные или квенские). Кроме того существовал ещё один периферийный савоский говор т.н. лесных финнов – потомков переселенцев  XVII века из Центральной Финляндии –  на территорию Швеции и Норвегии.

## Классификация диалектов
Диалекты финского языка в целом подразделяются на восточные и западные. Савоские диалекты относятся к восточным и наиболее распространены на северо-востоке Финляндии. Географическая область, охватываемая савоскими диалектами, составляет одну треть площади страны.

Ареалы савоских диалектов

Савоские диалекты делятся на следующие подгруппы:
1. Диалекты Северного Саво
2. Диалекты Южного Саво
3. Промежуточные диалекты региона Савонлинна
4. Диалекты Северной Карелии
5. Кайнууские диалекты
6. Диалекты Центральной Финляндии
7. Савоские диалекты Пяйят-Хяме (северной и восточной частей).
8. Диалекты Кеуруу — промежуточные диалекты Эвиярви, так называемый саволандский клин.
9. Вымершие в XX веке савоские диалекты лесных финнов Вермланда и Хедмарка.

### 1. Диалекты Северного Саво
На диалектах Северного Саво говорят в общинах: Ханкасалми (восточная часть), Хаукивуори, Хейнявеси, Ийсалми, Йоройнен, Яппиля, Каави, Кангаслампи, Карттула, Кейтеле, Киурувеси, Конневеси (восточная часть), Куопио, Лапинлахти, Леппявирта, Маанинка, Муурувеси (с 1971 года часть Юанкоски), Нильсия, Пиексямяки, Пиелавеси, Пюхясалми, Рантасалми, Рауталампи, Рииставеси (с 1973 года часть Куопио), Сийлинъярви, Сонкаярви, Суоненйоки, Сяйнейнен (с 1973 года часть Куопио), Юанкоски (с 2017 года часть Куопио), Терво, Туусниеми, Варпаисъярви, Варкаус, Вехмерсалми, Весанто, Виеремя и Виртасалми.

### 2. Диалекты Южного Саво
На южно-савоских диалектах говорят в общинах Анттола, Хирвенсалми, Юва, Кангасниеми, Миккели, Мянтюхарью, Пертунмаа (восточная часть), Пуумала, Ристийна, Сулкава и Суоменниеми.

### 3. Диалекты региона Савонлинна
На диалектах региона Савонлинна говорят в Восточном Саво, в общинах, окружающих город Савонлинна, от Южного Саво до Северной Карелии: Энонкоски, Керимяки, Пункахарью, Савонранта и Сяяминки (с 1973 года часть Пункахарью и Савонлинна).
Диалект, на котором говорят в Энонкоски, имеет много общего с диалектами Северного Саво, в то же время диалект, который используют в южных частях Пункахарью, имеет сходство с юго-восточными диалектами. Различия между диалектами в регионе Савонлинна имеют свои корни в истории его заселения. Район Большого Керимяки (в который входили Энонкоски, Пункахарью и Савонранта) до XVI века был населён карелами, однако начиная с XIV века восточный берег озера Пихлаявеси и берега озера Пурувеси начали заселять савакоты.

### 4. Диалекты Северной Карелии
На восточно-савоских диалектах или диалектах Северной Карелии говорят в общинах Эно, Иломантси, Йоэнсуу, Юука, Кесялахти, Кийхтелюсваара (ныне часть Йоэнсуу), Китеэ, Контиолахти, Корписелькя (ныне в России, с 1946 года небольшая часть Тохмаярви), Оутокумпу, Липери, Нурмес, Пиелисъярви (с 1973 года часть Лиекса), Полвиярви, Пюхяселькя, Пялкъярви (ныне в России, с 1946 года небольшая часть Тохмаярви), Раутаваара, Рускеала (ныне в России), Соанлахти, Тохмаярви, Тууповаара (ныне часть из Йоэнсуу) и Валтимо.

### 5. Диалекты Кайнуу
На диалектах Кайнуу говорят в общинах: Хюрюнсалми, Каяани, Кухмо, Куусамо, Палтамо, Посио, Пудасъярви, Пуоланка, Рануа (южная часть), Ристиярви, Соткамо, Суомуссалми, Тайвалкоски и Ваала.

### 6. Диалекты Центральной Финляндии
На диалектах Средней Финляндии говорят в общинах: Ханкасалми (западная часть), Карстула, Киннула, Кивиярви, Конгинкангас (входит в состав Ээнекоски с 1993 года), Конневеси (западная часть), Кюуярви, Лаукаа, Мултиа, Пихтипудас, Пюлкёнмяки, Саариярви, Сумиайнен, Уурайнен, Вийтасаари и Ээнекоски.

### 7. Диалекты Пяйят-Хяме
На савоском диалекте Пяйят-Хяме говорят в общинах: Йоутса, Йювяскюля, Йямся, Корпилахти, Коскенпяя (с 1969 года часть Йямсянкоски), Кухмойнен, Лейвонмяки, Луханка, Муураме, Пертунмаа (западная часть), Петяйявеси, Сюсмя и Тойвакка.

### 8. Диалекты Кеуруу-Эвиярви
На диалектах Кеуруу-Эвиярви говорят в общинах: Алаярви, Эвиярви, Кеуруу, Лаппаярви, Лехтимяки, Пихравеси, Сойни, Вимпели и Эхтяри. Эта субдиалектная область расположена в форме клина в центре исторической провинции Остроботния, в которой есть свои собственные диалекты, а также шведоязычное население. Данные диалекты возникли под влиянием земледельцев-савакотов, которые заселили озёрную часть Южной Остроботнии в XVII веке.

### 9. Вермландско-савоские диалекты
Использование савакотами подсечно-огневого земледелия, начавшееся в начале Нового времени, распространилось на Центральную Скандинавию. В начале XVII века савакотские переселенцы, в основном из прихода Рауталампи, поселились в Вермланде, Швеция и к началу XIX века уже десятки тысяч жителей этой провинции использовали местный савоский диалект как родной язык. Лесные финны были интересной группой с лингвистической точки зрения, так как их диалект был изолирован от посторонних влияний в связи с тем, что в середине XVII века практика подсечно-огневого земледелия в Швеции была запрещена и поток новых финских переселенцев иссяк. В языке лесных финнов отсутствовали гласный звук шва и геминация, которые сейчас используются в диалекте, на котором говорят в приходе Рауталампи. В настоящее время савоский диалект Вермланда вымер. Последними его носителями были Йоханнес Юханссон-Ойнонен (умер в 1965 году) и Карл Перссон (умер в 1968 году).

## Особенности диалектов
Савские диалекты и юго-восточные диалекты финского языка, а также близкородственные им карельский и ингерманландский финский языки, происходят от одной и той же языковой формы, на которой, предположительно, говорили в Приладожье периода железного века (I-е — начало II-го тысячелетия н. э.), в так называемой Древней Карелии. Некоторые черты савоских диалектов, такие как дифтонгизация долгих а и ä (моа ~ муа «земля», peä ~ piä «голова»), встречаются в других языковых формах Древней Карелии, а также остроботнийских диалектах. Когда древний карельский язык, на котором говорили переселенцы, осевшие в Савилахти близ современного Миккели, смешался с западными диалектами Хяме, образовалась новая языковая основа, от которой произошли современные диалекты Саво.
Типичными особенностями диалектов Саво являются следующие:
- Как и в восточных диалектах Финляндии в целом, слабым эквивалентом t ( соответствующим d литературного языка ) является, развитый вместо него, переходный согласный: suaha «saada», veon ~ vevon «vedon»[9][10].
- Эквивалентом ts чаще всего является ht (mehtä: metän, metässä), но в различных регионах Саво встречаются и другие варианты (messä: mesän; mehtä: mehän; mehtä: mehtän)[11].
- Исходные долгие а и ä первого слога дифтонгизуются: moa ~ mua, peä ~ piä[12].

Долгие a и ä в следующих слогах также стали дифтонгизированными, и этот дифтонг продолжает становиться долгим o или e в большинстве диалектов Саво: kalloo «kalaa», leipee «leipää».
- Дифтонги, оканчивающиеся на i-, u- или y-, были редуцированы, то есть  их последняя часть расширилась до e-, o- или ö- подобных: pävä «päivä», laoloo «laulaa»[13].
- В глаголах 3-го лица гласная e лабиализируется до o или ö: tulloo «tulee», männö «menee»[14].
- Окончание дифтонга или следующая за ним согласная, может быть палатизирована: ol «oli», mäń «meni», keltańen «keltainen».
- Общая геминация: удлиняется начальная согласная длинного слога, следующего за коротким ударным слогом (kalloo «kalaa», männö «menee»)[15].
- Эпентетический, то есть паразитический гласный (в финской исследовательской традиции его называют «швагласным») в определенных группах согласных: talavi «talvi», kolome «kolme»[16].
- Глаголы mennä и älä меняются на männä и elä[17][18].
- Образование множественного числа с помощью окончания loi — ristilöetä «ristejä».
- Общеязыковый суффикс -kin соответствует форме, в которой начальная согласная исчезла или слилась с предыдущей согласной: nyttii «nytkin», minnäi «minäkin»[19].
- В спряжённых формах глаголов и в отрицательной форме прошедшего времени вместо причастия «nut» используется эссивная форма, для чего профессор кафедры финского языка Хельсинкского университета Матти Ларьяваара предложил, по образцу шведской грамматики, термин «поддержка»: on ottanna «on ottanut», ei tullunna «ei tullut»[20].

Носители нормативного финского иногда называют использующих савоский диалект говорящими «со сломанной челюстью» (viäräleuka или vääräleuka на нормативном финском). С другой стороны, диалекты Саво имеют богатый словарный запас и обращают на себя внимание обильным использованием ярких выражений, новых синонимов и колоративных конструкций.

## Фонология

### Гласные
1. Там, где в нормативном финском используется дифтонг, в диалектах Саво может быть более узкий дифтонг или долгий гласный. И наоборот, там, где в нормативном финском есть долгий гласный, в диалектах Саво может использоваться дифтонг.
- /i/ как второй элемент дифтонга понижается до /e/ , например, laeta для laita «сторона», söe для söi «съел».
- /u, y/ опускаются аналогично /o, ø/ , или могут полностью ассимилироваться, образуя долгую гласную, например, kaoppa или kaappa для нормативного финского kauppa «хранить», täönnä или täännä для täynnä «полный».
- Когда нормативные /ɑː, æː/ встречаются в начальном слоге (и, таким образом, имеют главное ударение), они становятся открывающими дифтонгами. В некоторых вариантах они произносятся как /oɑ̯ eæ̯/, но в большинстве вариантов эти дифтонги шире: /uɑ̯ iæ̯/. Таким образом, многие носители диалектов Саво говорят mua вместо нормативного финского maa «земля, страна» и piä для pää «голова».

2. Окончания /ɑː, æː, e:/ нормативного финского языка в диалектах Саво произносятся, соответственно, как /oː, eː, ø:/. То есть, савакоты говорят riskoo , lähtekee и lirisöö вместо нормативного riskaa, lähtekää и lirisee.
3. Двусложные безударные сочетания o/ö/e, за которыми следует a/ä, произносятся как односложные долгие гласные. Например, в диалектах Саво произносится ruskee, а не ruskea «коричневый» и kyntöö, а не kyntöä «вспашка». (Данное отклонение не является уникальным для диалектов Саво и встречается сегодня в большинстве форм разговорного финского языка.)
4. Дополнительная гласная в середине слова после /l/ , /h/ или, в некоторых случаях, /n/, например, vanaha вместо нормативного vanha «старый».
- Дополнительная гласная часто идентична предыдущей гласной. Однако, если первая из нормативных гласных высокая, а вторая низкая, то дополнительная гласная может быть средней (но сохранять округлость предыдущей гласной). Таким образом, silimä и silemä являются различными савоскими диалектными формами для нормативного финского silmä «глаз», а kylymä и kylömä — для kylmä «холодный»[23].

### Согласные
1. В савоских диалектах вновь появились палатализованные согласные, которые были утрачены в протофинском языке. Палатализованными могут быть переднеязычные согласные: l, n, t, r, s. Их палатализация происходит в конце слова, там, где в нормативном финском языке за согласным следует /i/. Орфографически палатализация обозначается как ⟨Cj⟩ , где C — палатализованный согласный. Например, ⟨kotj⟩ /kotʲ/ и ⟨moottorj⟩ /moottorʲ/ для нормативного финского koti и moottori.
2. Одиночные согласные удваиваются, когда они встречаются после (первично или вторично) ударного краткого слога и перед долгой гласной. Таким образом, mä'nnöö, sattaa, opettelloo заменяют нормативные menee, sataa, opettelee. Это удвоение дополнено процессом, описанным в пункте 3 предыдущего раздела, в результате которого коренные жители Саво называют свою диалектную речь не savoa, а savvoo ( sa.vo.a → sa.voo → sav.voo).
- В восточных савоских диалектах это удвоение более распространено; оно применяется к неодиночным согласным (pelttoo, ср. нормативный peltoa), к согласным, которые обычно не участвуют в процессе градации согласных, и после безударных кратких гласных (hiihtämmään, ср. нормативный hiihtämään).

3. Конечный звук /n/ нормативного финского языка в диалектах Саво может быть изменён на другие согласные в зависимости от варианта, в котором он встречается.
- Когда следующее слово начинается с гласной, /n/ заменяется гортанной смычкой ⟨'⟩. Например, родительный падеж, обозначенный /-n/ в нормативном финском языке (isän ääni «голос отца»), в савоском диалекте будет заменён гортанной смычкой (isä' iän).
- /n/ в конце слова ассимилируется с согласными, которые следуют за ним, давая близнецовый согласный. Например, нормативное mielen rauha «душевное спокойствие» в диалектах Саво меняется на mieler rauha. А также, в отличие от нормативного финского, савоский диалект допускает близнецовые /j/ и /h/, например, jäniksej jäläki (ср. нормативный jäniksen jälki «кроличья тропа»)[24].

4. Все начальные согласные слога, за исключением последнего (который контактирует с нуклеарной гласной), систематически и полностью удаляются в заимствованных словах, например, raktorj (ср. нормативное traktori).
5. Слабая степень /t/ , в отличие от нормативного финского, никогда не бывает [d] . В диалектах Саво слабая степень этого согласного может быть [v(:)], [j(:)], [h], [t] или может быть просто нулевой.
- [v] встречается между долгим гласным заднего ряда/дифтонгом и кратким гласным заднего ряда: haavan, haovvan вместо нормативного haudan.
- [j] встречается между долгим гласным переднего ряда /дифтонгом и кратким гласным переднего ряда: teijjän вместо нормативного teidän.
- /t/ ослабевает до [h] или становится нулевым после другого вхождения [h]: nähhä или nähä для нормативного nähdä.
- Если не выполнено ни одно из вышеперечисленных условий, слабая форма может сохраняться как /t/: tätin вместо нормативного tädin.

6. Стечение согласных /ts/, которое встречается в нормативном финском языке, в савоских диалектах отсутствует. Однако, в зависимости от места жительства, носители диалектов Саво могут использовать:
- /ht/ (слабая степень /h/ ), например, mehtä, mehän вместо нормативного metsä, metsän «лес».
- /ht/ (слабая степень /t/ ), например, mehtä, metän.
- /ss/ (слабая степень /s/ ), например, messä, mesän'[24] .

### Морфология и синтаксис
- В диалектах Саво использование суффикса множественного числа -loi распространено гораздо шире, чем в других диалектах, включая нормативный финский. Например, risti «крест» имеет форму множественного числа партитива ristilöitä (в нормативном финском: ristejä).
- Особенно распространено в диалектах Саво использование составных глаголов. Первый глагол стоит в инфинитиве и указывает на действие, а второй глагол склоняется и указывает на способ. Например, seistä toljotat «ты стоишь там, таращась» состоит из слов, означающих «стоять, таращась»[1].

## Использование диалектов

### В литературе
Одним из первых известных литераторов, использовавших в XIX веке диалекты Саво, был Карл Аксель Готлунд, писатель, пропагандист финского языка. В соответствии со своей либеральной языковой идеологией, Готтлунд поддерживал свободное сосуществование в литературном финском различных диалектных особенностей и сам писал с использованием савоских диалектов, что многие его современники, такие как Элиас Лённрот, считали неприемлемым. С тех пор диалекты Саво использовались многими финскими писателями, возможно, самым известным из которых является Калле Вяянянен. В настоящее время письменное использование диалектов Саво поддерживается и пропагандируется Языковым обществом Саво.

### В кино
Диалектную речь можно услышать в некоторых фильмах. Известным носителем её являлся актёр Эса Пакаринен (1911—1989), чьи персонажи говорили на диалекте Саво.

### В музыкальных произведениях
Диалекты Саво использовались как классическими, так и популярными исполнителями Финляндии. Неофициальным гимном провинции Саво является песня «Kallavesj», написанная 16 августа 1916 года Ааро Ялканеном на мотив эстонской хоровой песни. В легком жанре савоский диалект использовал, в частности, композитор и автор текстов Эйно Кеттунен. Его песни, написанные на савоском диалекте, такие как «Элли из Йоэнсуу» и «Полька Евы», были чрезвычайно популярны, а последняя в 2000-х годах стала интернет-мемом.

### В научных работах
В 2013 году в Хельсинкском университете была защищена бакалаврская диссертация, полностью написанная на диалекте Саво. Предметом исследования Яни Коскинена, написанного на одном из диалектов Центральной Карелии, относящемся к диалектам Восточного Саво, является влияние саамских языков на скандинавские языки. В 2018 году в Хельсинкском университете была защищена его магистерская диссертация, также написанная на диалекте Саво.